# Anisodes glareosa
Anisodes glareosa là một loài bướm đêm trong họ Geometridae.